# Gersemia marenzelleri
Gersemia marenzelleri is een zachte koraalsoort uit de familie Nephtheidae. De koraalsoort komt uit het geslacht Gersemia. Gersemia marenzelleri werd in 1906 voor het eerst wetenschappelijk beschreven door Kükenthal. 